# Joel Latibeaudiere
Joel Latibeaudiere, né le 6 janvier 2000 à Doncaster, est un footballeur anglais qui évolue au poste de défenseur à Coventry City.

## Biographie

### En club
En juin 2018, Manchester City est en contact avec le joueur pour signer un nouveau contrat
Le 16 octobre 2020, il rejoint Swansea City, il portera le numéro 22 et a signé un contrat de trois ans.
En octobre 2019, il est prêté par Man City au FC Twente.
Le 18 juillet 2023, Swansea City se met d'accord avec Coventry City, il quittera le club gallois à la fin de son contrat.
Il rejoint bel et bien, en juillet 2023, Coventry City où il signé un contrat de quatre ans,.

### En équipe nationale
Avec les moins de 17 ans, il participe au championnat d'Europe des moins de 17 ans en 2017. Lors de ce tournoi, il ne joue qu'un seul match. Il s'agit de la finale perdue par les Anglais contre les Espagnols après une séance de tirs au but.
Il dispute ensuite quelques mois plus tard la Coupe du monde des moins de 17 ans organisée en Inde. Lors du mondial junior, il est cette fois-ci titulaire et joue l'intégralité des matchs, au nombre de sept. Les Anglais prennent leur revanche en battant les Espagnols en finale. Joel Latibeaudiere est capitaine de la sélection anglaise à cinq reprises lors de ce mondial.

## Palmarès

### En sélection
- Vainqueur de la Coupe du monde des moins de 17 ans en 2017.
- Finaliste du championnat d'Europe des moins de 17 ans en 2017.